# حصيات مطروقة

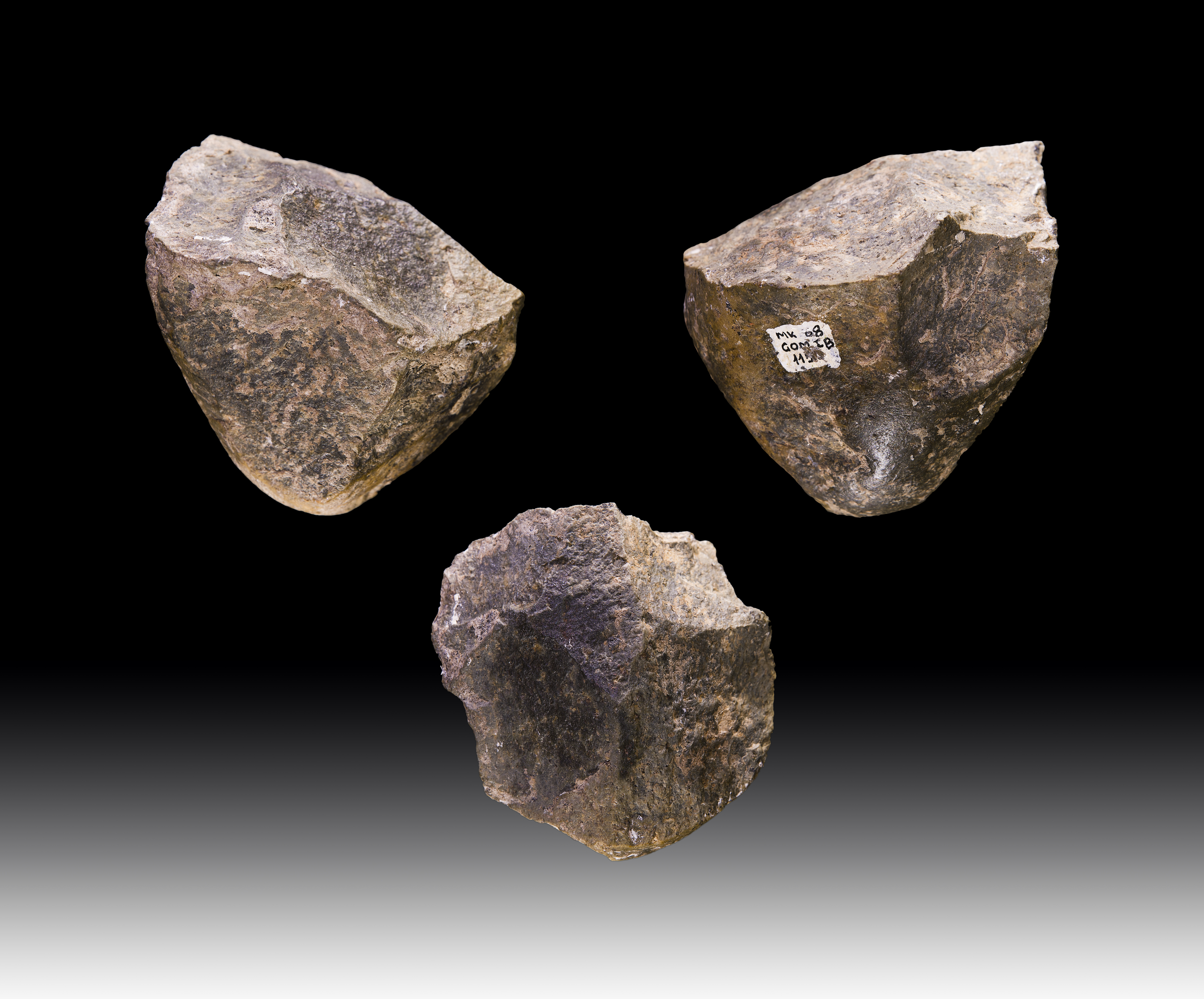
حصوة مطروقة من هادار في أثيوبية عمرها 1.7 مليون سنة

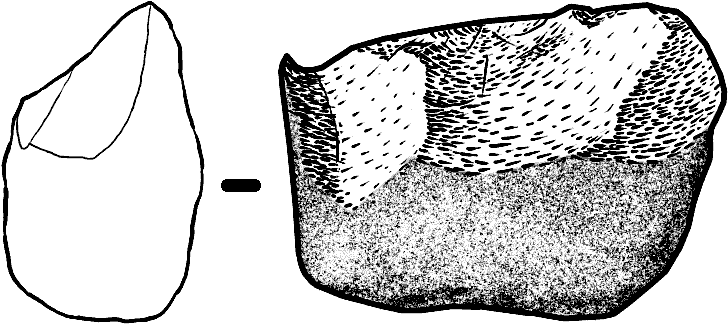
حصوة مطروقة عمرها حوالي 1.8 مليون عام من دمانيسي / جورجيا

حصيات مطروقة (بالفرنسية galet taillé ، بالانجليزية. Chopper فرامة) تسمية في علم الآثار لأدات من الحصى النهري المستدير أو البيضاوي عموما، بحجم قبضة اليدو وأكبر، تعد ميزة لصناعات أوئل الباليوليت، جرى إنتاج قواطعها بواسطة اشتغال جانب واحد على الحافة. الحصيات المطروقة هي أقدم الأدوات الحجرية للبشرية وفي نفس الوقت نوة الأدوات الأولى. أقدم دليل عليها يعود إلى حوالي 2.6   مليون سنة. الحصيات المطروقة هي شكل علم لثقافة ألدوفان المبكرة في شرق أفريقيا. في ذلك الوقت كان لها وضع قوي مهيمن. في ألدوفاي المتقدمة ، انخفض انتشارها بشكل حاد، إذ تراجعت من أكثر من 60 % من جميع الأدوات الموجودة إلى فقط 28 ٪ تقريبًا. أصبحت قواطع الحصيات المطرقة كأداة تقطيع الأداة الجديدة واسعة الانتشار والمستخدمة عالميًا تقريبًا.
على النقيض من أدوات التقطيع المشغولة على الوجهين، تصنع الحصوات من خلال طرقحصوة على جانب واحد فحسب، ما يُنتج في نفس الوقت شطايا، قد تكون حوافها الحادة بمثابة أدوات قطع مبكرة.
يعد الإنسان الماهر تقليديًا منتجًا لهذه الأدوات الحجرية المبكرة ، حيث تم العثور على بقايا هذا النوع البشري المبكر مع الحصيات المطروقة. المواقع على سبيل المثال، وادي أولدفاي وكوبي فورا في وادي أومو. في الآونة الأخيرة، جرت مناقشة فيما إذا كان إنسان بحيرة رودولف و استرالوبيثكس غارهي كذلك صنعا هذه القطع الأثرية. 

## تصنيع
تصنع الحصيات المطروقة من الحصى أو حجارة الأخرى للأنهار. تتكون الحصيات المطروقة في ثقافة ألدوفاي في الغالب من الفونوليت (Phonolith)، وهي حجارة بركانية ذات لون رمادي مخضر. يجري تصنيعها باستخدام حجر طرق لضرب جانب واحد من الحصوة ليجري تشكيله بزاوية معينة؛ يؤدي هذا إلى كسر الشظايا على جانب واحد ويخلق أداة ذات حافة حادة. إذا جرت التشظية أكثر، تصبح الحافة أطول. يسمى إعداد الأدات الحجرية بواسطة حجر طرق (بدون قطعة بيهما) بتقنية الطرق القاسي . ويستخدم في المقابل في تقنية الطرق الناعم، الطرق بمطرقة من قرن الوعل، أو عظم أو قطعة من الخشب الصلب. وصنعت الحصيات المطروقة أحيانًا على سندان حجري.
تحتوي تقنية إنتاج القطع الأثرية البدائية هذه بالفعل على العناصر المكونة لتقنيات المعالجة اللاحقة. هذه المعالجة لوجه واحد ولاحقًا على الوجهين تطورت في سياق الباليوليت السفلي، في اتجاهين: من ناحية في ثقافة التقصيب أو تقنيات الشظايا، ومن ناحية أخرى في ثقافة النشكيل والتنسيق أو الفأس الحجري المشغول على الوجهين

## نطاق الأنماط
في أوائل الستينيات، ذكرت ماري ليكي، في دراساتها عن الحفريات في مضيق أولدوفاي، أنه على الرغم من بساطة معالجة الحصيات المطروقة، إلا أنه من الممكن إجراء تقسيم إضافي لهذه اللقايا الأثرية المبكرة. يعتمد هذا التقسيم الفرعي على علاقة حافة الطرق بالشكل الأصلي للحجر، والتي يمكن إعادة بنائها لاحقًا نظرًا لبساطة التعديلات. بشكل عام، من الممكن تحديد عدة أنواع فرعية من الحصيات المطروقة.
1. الحصيات الجانبية Side-Chopper يكون فيها السطح المعلج مطابق لإحدى الحواف الجانبية للحجر الأصلي.
2. الحصيات النهائية End-Chopper عادة ما تكون مصنوعة من أحجار مستطيلة تقريبًا. تتميز الحصيات النهائية من كون طول المسافة من الحافة المعالجة إلى الجانب السفلي هو الكبر من جميع الحصيات . وبالتالي، فإن الحافة المعالجة هي أبعد مسافة عن «نهاية» الحجر، على الرغم من أن مصطلح «نهاية» لا يبدو مناسبًا حقًا في هذا السياق، ولكن من الأنسب أن تكون الكلمة السفلية، أي الجانب غير المعالج والمستدير للقطعة.
3. الحصيات ثنائية الحد two-edged Chopper حسب تسمية ليكي لها
4. توعيات من الحصيات الجانبية أوالحصيات النهائية.

فيما يتعلق بتوزيعها بالنسبة المئوية، فإن الحصيات الجانبية لها أولوية مؤكدة؛ في أولدوفاي، على سبيل المثال، كانت حصتهم من جميع الحصيات التي جرى العثور عليها 64.4 %. الحصيات النهائية هي ثاني أكبر مجموعة بنسبة 21.9 %؛ ومثلت الحصيات ذات الحدين نسبة 8.4  %. وتشكل التنويعات من الحصيات الجانبية والنهائية الجزء المتبقي.
فيما يتعلق بتصنيف ماري ليكي للحصيات ، فإن وجود حصيات ثنائية الحد أمر مشكوك فيه بشكل خاص؛ من المرجح أن يعتبر هذا النوع من أداوات تقطيع Chopping Tool اليوم.

## استعمال
كان الاستخدام الرئيسي للحصيات هو تقطيع العظام الطويلة من الثدييات الكبيرة للحصول على نخاع العظم الدهني. نظرًا لأن الأسنان البشرية ليست مناسبة لتقطيع اللحوم النيئة، يمكن أيضًا افتراض وظيفة قطع وتقطيع اللحوم. في حين أن معالجة الجيف  مثير للجدل، فإن التقطيع والقطع على عظام الحيوانات التي تم صيدها يمكن أن يوفر في بعض الحالات دليلاً مباشرًا على استخدام الحصيات المطروقة. إذ كانت الحافة الحادة المُشكلة تُستخدم دائمًا. في بعض الحالات، هناك أيضًا آثار لاستخدام السطح السفلي المستدير للحصيات ؛ إذ استخدام كمطرقة. يمكن توضيح هذا الاستخدام من خلال فحص سطح قشرة الحصيات عند هذه النقطة: إذا أظهر آثارًا طفيفة للتشقق، فيمكن افتراض أنه أصاب مادة عضوية طرية. 

## المواقع
- أفريقيا:

أقدم الحصيات المطروقة يصل عمرها إلى 2.6 مليون سنة اكتشفت في بلدان شرق إفريقيا، مثل تنزانيا (وادي أولدوفاي) وكينيا (كوبي فوراKoobi Fora) وإثيوبيا (كادا هدارKada Hadar). وهذه اللقايا معروفة أيضًا في مصر وجنوب إفريقيا.
- آسيا:

في آسيا، يعود عمر الحصيات المطروقة إلى 1.66 مليون سنة. البلدان التي وجدت فيها هي الصين وباكستان وإيران وفلسطين (العبيدية) وجورجيا (دمانيسي). كما اكتشف العديد من الأدوات الحجرية، بما في ذلك الحصيات المطروقة، في شمال تايلاند بالقرب من ساو دين Sao Din.
- أوروبا:

عثر على الحصيات المطروقة الأولدفايية في بلغاريا وألمانيا وفرنسا وبريطانيا وإيطاليا وروسيا وإسبانيا وجمهورية التشيك والمجر.
- أمريكا الشمالية:

ظهرت الحصيات المطروقة حتى في جنوب وجنوب غرب أمريكا الشمالية، على سبيل المثال في أوكلاهوما.